# Philippe Jaffeux
Philippe Jaffeux est un écrivain et poète français né à Paris le 11 avril 1962,. Son œuvre poétique mêle littérature expérimentale et oulipismes.

## Œuvres
,,.
- O L'AN /, Atelier de l'agneau, 2011.
- N L'E N IEM e, Passage d'encres, coll. «Trace(s)», 2013.
- Courants blancs, Atelier de l'agneau, 2014[6].
- Alphabet de A à M, Passage d'encres, coll. «Trace(s)», 2014[7].
- Autres courants, Atelier de l'agneau, 2015.
- Écrit parlé, Passage d'encres, coll. «Trait court», 2016.
- Entre, LansKine, 2017.
- Deux, Tinbad, 2017.
- Glissements, LansKine, 2017.
- 26 Tours, Plaine Page, 2017.
- Alphabet de A à O sur Sitaudis 2017.
- Mots, LansKine, 2019.
- Pages, Plaine Page, 2020.
- Livres, Paraules, 2022.
- De l'abeille au zèbre, Atelier de l'agneau, 2023.
- Comment l'idée d'un titre suffit à décrire le sort d'un livre creux, Milagro, 2023.
- Eveils, éditions Jannink, 2023.
- Nouveaux courants, Les Météores, 2025.
- Derniers courants, Milagro, 2025.